# 2001. évi nyári európai ifjúsági olimpiai fesztivál
A 2001. évi nyári európai ifjúsági olimpiai fesztivál, hivatalos nevén a VI. nyári európai ifjúsági olimpiai fesztivál egy több sportot magába foglaló nemzetközi sportesemény, melyet 2001. július 22. és július 26. között rendeztek Murciában, Spanyolországban.

## Részt vevő nemzetek
Az alábbi 46 nemzet képviseltette magát a sporteseményen:
- Albánia
- Andorra
- Ausztria
- Azerbajdzsán
- Belgium
- Bosznia-Hercegovina
- Bulgária
- Ciprus
- Csehország
- Dánia
- Észtország
- Fehéroroszország
- Finnország
- Franciaország
- Görögország
- Grúzia
- Hollandia
- Horvátország
- Izland
- Izrael
- Írország
- Jugoszlávia
- Lengyelország
- Lettország
- Liechtenstein
- Litvánia
- Luxemburg
- Észak-Macedónia
- Magyarország
- Málta
- Moldova
- Egyesült Királyság
- Németország
- Norvégia
- Olaszország
- Oroszország
- Örményország
- Portugália
- Románia
- Spanyolország
- Svájc
- Svédország
- Szlovákia
- Szlovénia
- Törökország
- Ukrajna

## A magyar érmesek
| Érem  | Versenyző                                                        | Sportág   | Versenyszám      |
| ----- | ---------------------------------------------------------------- | --------- | ---------------- |
| Arany | Cziráki Kitty                                                    | Atlétika  | 800 m síkfutás   |
| Arany | Rudolf Roland                                                    | Úszás     | 200 m vegyes     |
| Arany | Boulsevicz Beatrix                                               | Úszás     | 100 m pillangó   |
| Arany | Szepesi Nikolett                                                 | Úszás     | 100 m hát        |
| Ezüst | Magyari Zoltán                                                   | Atlétika  | Gerelyhajítás    |
| Ezüst | Kiss Boldizsár                                                   | Úszás     | 400 m vegyes     |
| Ezüst | Szepesi Nikolett Czakó Andrea Boulsevicz Beatrix Keszthelyi Nóra | Úszás     | 4 × 100 m vegyes |
| Bronz | Baczkó Bernadett                                                 | Cselgáncs | 52 kg            |
| Bronz | Milanovich Dominika                                              | Cselgáncs | 57 kg            |
| Bronz | Szepesi Nikolett                                                 | Úszás     | 200 m hát        |
| Bronz | Kiss Boldizsár                                                   | Úszás     | 200 m pillangó   |

## Éremtáblázat
| A 2001. évi európai nyári ifjúsági olimpiai fesztivál éremtáblázata | A 2001. évi európai nyári ifjúsági olimpiai fesztivál éremtáblázata | A 2001. évi európai nyári ifjúsági olimpiai fesztivál éremtáblázata | A 2001. évi európai nyári ifjúsági olimpiai fesztivál éremtáblázata | A 2001. évi európai nyári ifjúsági olimpiai fesztivál éremtáblázata | Olimpia  |
| ------------------------------------------------------------------- | ------------------------------------------------------------------- | ------------------------------------------------------------------- | ------------------------------------------------------------------- | ------------------------------------------------------------------- | -------- |
|                                                                     | Ország                                                              | Arany                                                               | Ezüst                                                               | Bronz                                                               | Összesen |
| 1.                                                                  | Oroszország                                                         | 19                                                                  | 15                                                                  | 5                                                                   | 39       |
| 2.                                                                  | Egyesült Királyság                                                  | 9                                                                   | 10                                                                  | 9                                                                   | 28       |
| 3.                                                                  | Németország                                                         | 5                                                                   | 7                                                                   | 2                                                                   | 14       |
| 4.                                                                  | Lengyelország                                                       | 5                                                                   | 2                                                                   | 3                                                                   | 10       |
| 5.                                                                  | Olaszország                                                         | 4                                                                   | 6                                                                   | 9                                                                   | 19       |
| 6.                                                                  | Spanyolország                                                       | 4                                                                   | 6                                                                   | 0                                                                   | 10       |
| 7.                                                                  | Magyarország                                                        | 4                                                                   | 3                                                                   | 4                                                                   | 11       |
| 8.                                                                  | Ukrajna                                                             | 4                                                                   | 3                                                                   | 1                                                                   | 8        |
| 9.                                                                  | Svédország                                                          | 4                                                                   | 0                                                                   | 3                                                                   | 7        |
| 10.                                                                 | Grúzia                                                              | 4                                                                   | 0                                                                   | 2                                                                   | 6        |
| 11.                                                                 | Franciaország                                                       | 3                                                                   | 7                                                                   | 12                                                                  | 22       |
| 12.                                                                 | Fehéroroszország                                                    | 3                                                                   | 2                                                                   | 4                                                                   | 9        |
| 13.                                                                 | Románia                                                             | 2                                                                   | 3                                                                   | 6                                                                   | 11       |
| 14.                                                                 | Hollandia                                                           | 2                                                                   | 3                                                                   | 5                                                                   | 10       |
| 15.                                                                 | Finnország                                                          | 2                                                                   | 2                                                                   | 4                                                                   | 8        |
| 16.                                                                 | Horvátország                                                        | 2                                                                   | 1                                                                   | 5                                                                   | 8        |
| 17.                                                                 | Jugoszlávia                                                         | 2                                                                   | 1                                                                   | 2                                                                   | 5        |
| 18.                                                                 | Bulgária                                                            | 2                                                                   | 1                                                                   | 1                                                                   | 4        |
| 19.                                                                 | Izrael                                                              | 2                                                                   | 0                                                                   | 1                                                                   | 3        |
| 20.                                                                 | Szlovénia                                                           | 1                                                                   | 4                                                                   | 2                                                                   | 7        |
| 21.                                                                 | Svájc                                                               | 1                                                                   | 3                                                                   | 2                                                                   | 6        |
| 22.                                                                 | Lettország                                                          | 1                                                                   | 0                                                                   | 1                                                                   | 2        |
|                                                                     | Portugália                                                          | 1                                                                   | 0                                                                   | 1                                                                   | 2        |
| 24.                                                                 | Írország                                                            | 1                                                                   | 0                                                                   | 0                                                                   | 1        |
|                                                                     | Luxemburg                                                           | 1                                                                   | 0                                                                   | 0                                                                   | 1        |
|                                                                     | Moldova                                                             | 1                                                                   | 0                                                                   | 0                                                                   | 1        |
|                                                                     | Norvégia                                                            | 1                                                                   | 0                                                                   | 0                                                                   | 1        |
| 28.                                                                 | Belgium                                                             | 0                                                                   | 5                                                                   | 6                                                                   | 11       |
| 29.                                                                 | Csehország                                                          | 0                                                                   | 3                                                                   | 1                                                                   | 4        |
| 30.                                                                 | Azerbajdzsán                                                        | 0                                                                   | 2                                                                   | 2                                                                   | 4        |
| 31.                                                                 | Litvánia                                                            | 0                                                                   | 1                                                                   | 2                                                                   | 3        |
| 32.                                                                 | Ausztria                                                            | 0                                                                   | 0                                                                   | 4                                                                   | 4        |
|                                                                     | Szlovákia                                                           | 0                                                                   | 0                                                                   | 4                                                                   | 4        |
| 34.                                                                 | Örményország                                                        | 0                                                                   | 0                                                                   | 1                                                                   | 1        |
|                                                                     |                                                                     |                                                                     |                                                                     |                                                                     |          |
| Összesen                                                            | Összesen                                                            | 90                                                                  | 90                                                                  | 104                                                                 | 284      |